# George Pal
György Pál Marczincsak (Cegléd, 1 de febrero de 1908-Beverly Hills, 2 de mayo de 1980), más conocido como George Pal, fue un productor de cine, director y animador húngaro.

## Biografía
Nació en Cegléd, entonces parte del imperio Austrohúngaro, el 1 de febrero de 1908. Pal, que trabajó en Berlín —de donde tuvo que huir de la amenaza nazi— en los estudios cinematográficos UFA, también residió en Praga, París y Eindhoven, antes de trasladarse a Hollywood a finales de 1939. Entre 1941 y 1947 produjo Puppetoons —una serie de animación con marionetas— para Paramount. En 1951 produjo su primera película de acción real, Con destino a la luna. Ganó un Óscar honorífico en 1944 por el «desarrollo de nuevos métodos y técnicas» en la producción de Puppetoons. Fue director de largometrajes como Tom Thumb (1954), The Time Machine (1960), Atlantis, the Lost Continent (1961), The Wonderful World of the Brothers Grimm (1962) y 7 Faces of Dr. Lao (1964). Falleció en Beverly Hills, California, el 2 de mayo de 1980.

## Premios y distinciones
Premios Óscar
| Año  | Categoría                  | Película                            | Resultado |
| ---- | -------------------------- | ----------------------------------- | --------- |
| 1943 | Mejor cortometraje animado | Tulips Shall Grow                   | Nominado  |
| 1944 | Mejor cortometraje animado | The 500 Hats of Bartholomew Cubbins | Nominado  |
| 1944 | Óscar honorífico           | -                                   | Ganador   |
| 1947 | Mejor cortometraje animado | John Henry and the Inky Poo         | Nominado  |
| 1948 | Mejor cortometraje animado | Tubby the Tuba                      | Nominado  |